# Abborrtjärnen (Sundsjö socken, Jämtland, 698655-147962)
Abborrtjärnen är en sjö i Bräcke kommun i Jämtland och ingår i Ljungans huvudavrinningsområde. Sjön har en area på 0,0654 kvadratkilometer och ligger 374,4 meter över havet.

## Delavrinningsområde
Abborrtjärnen ingår i det delavrinningsområde (698778-147772) som SMHI kallar för Utloppet av Börjesjön. Medelhöjden är 362 meter över havet och ytan är 27,93 kvadratkilometer. Räknas de 2 avrinningsområdena uppströms in blir den ackumulerade arean 43,61 kvadratkilometer. Lillsjöströmmen som avvattnar avrinningsområdet har biflödesordning 3, vilket innebär att vattnet flödar genom totalt 3 vattendrag innan det når havet efter 186 kilometer. Avrinningsområdet består mestadels av skog (71 procent). Avrinningsområdet har 4,36 kvadratkilometer vattenytor vilket ger det en sjöprocent på 15,6 procent.